# O-NEW-NOTE
《ONEW 1st CONCERT "O-NEW-NOTE"》는 대한민국의 음악 그룹 샤이니의 멤버 온유의 첫 번째 콘서트 투어이다.

## 개요
2023년 1월 26일, 소속사 SM 엔터테인먼트는 각종 SNS를 통해 온유의 첫번째 국내 콘서트 계획을 알렸고 12일 뒤인 2월 7일, 9일에 YES24를 통해 팬클럽 선행 예매와 일반 예매가 진행되었다. 첫번째 단독 콘서트임에도 호응이 좋아 3월 3일 금요일 일정이 추가됨에 이른다.
데뷔 15년만에, 솔로 데뷔로서는 4년만에 개최된 총 5회에 걸친 투어를 통해 약 3만여명의 누적 관객을 기록하였다.

## 투어 일정
| 일정            | 도시 | 국가     | 장소                         | 관객 동원     |
| --------------- | ---- | -------- | ---------------------------- | ------------- |
| 2023년 3월 3일  | 서울 | 대한민국 | 올림픽 공원 올림픽 홀        | 통산 10,500명 |
| 2023년 3월 4일  | 서울 | 대한민국 | 올림픽 공원 올림픽 홀        | 통산 10,500명 |
| 2023년 3월 5일  | 서울 | 대한민국 | 올림픽 공원 올림픽 홀        | 통산 10,500명 |
| 2023년 3월 14일 | 동경 | 일본     | 국립 요요기 경기장 제1체육관 | 통산 22,000명 |
| 2023년 3월 15일 | 동경 | 일본     | 국립 요요기 경기장 제1체육관 | 통산 22,000명 |

## 세트 리스트
- Opening VCR (FLORAL) -
- Sunshine
- Anywhere
- 어떤 사이 (Sign)
- On The Way
- Paradise

- Ment -
- DICE

- VCR #2 (WOODY) -
- 여우비 (Yeowoobi)
- Love Phobia
- 환절기 (Cough)
- 보통의 밤 (Always)

- Ment -
- Acoustic Medley

1. 동네 (Under The Starlight)
2. 또각또각 (Timepiece)
3. 마음주의보 (Mind Warning)

- 사랑이었을까 (Illusion)

- VCR #3 (AQUA) -
- In The Whale
- Expectations
- Beauty (JP)

- Ment -
- No Parachute

- Encore VCR (ONEW NOTE) -
- O (Circle)

- Ment -
- 온유하게 해요 (Shine On You)
- 밤과 별의 노래 (Starry Night)

- Ending Ment -
- 거리마다 (Your Scent)

## 제작
- 주최 : SM 엔터테인먼트
- 주관 : 드림메이커, 드림시큐리티
- 후원 : YES24, Beyond LIVE